# Evangelische Kirche Borgeln

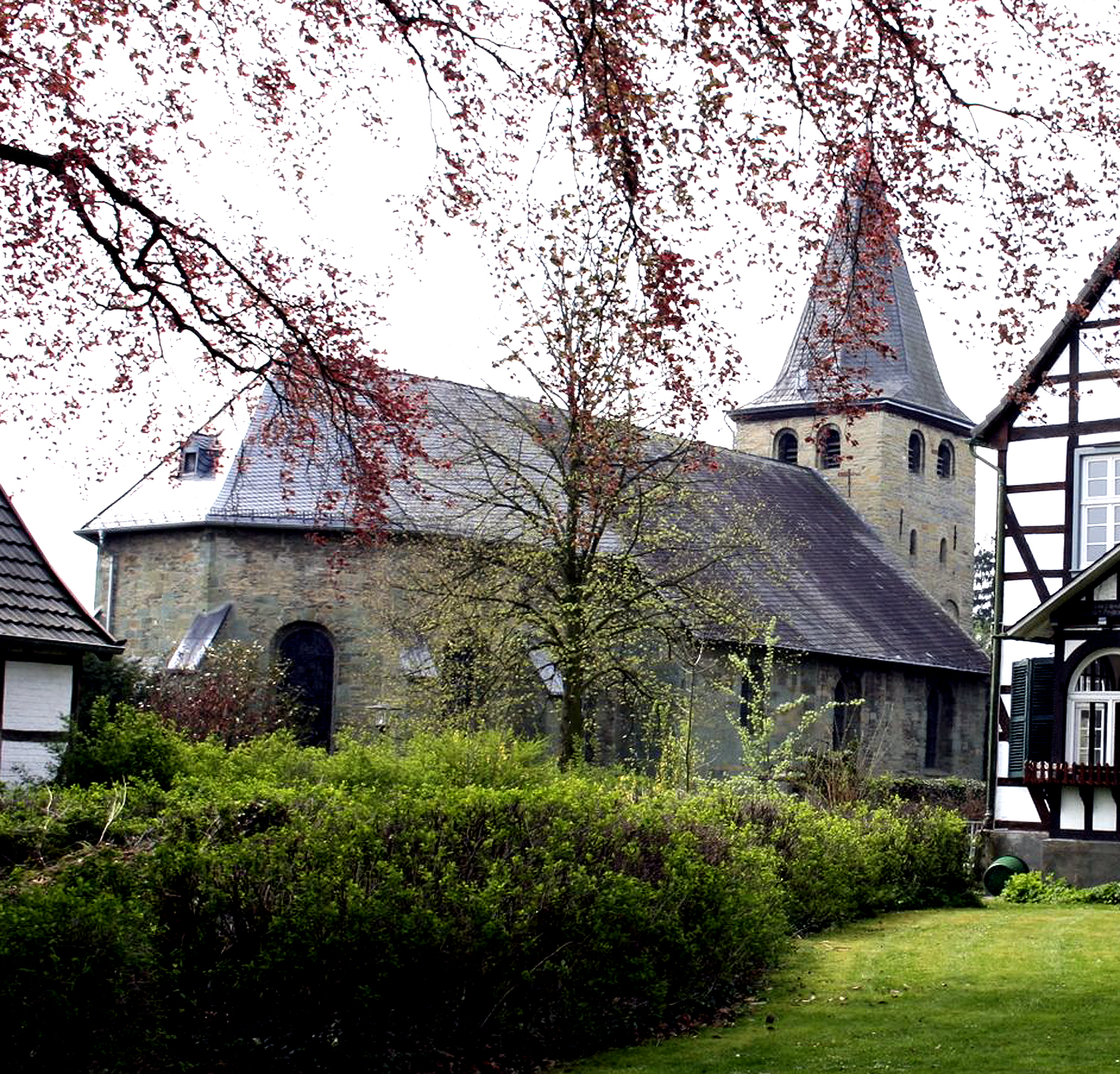
Evangelische Kirche

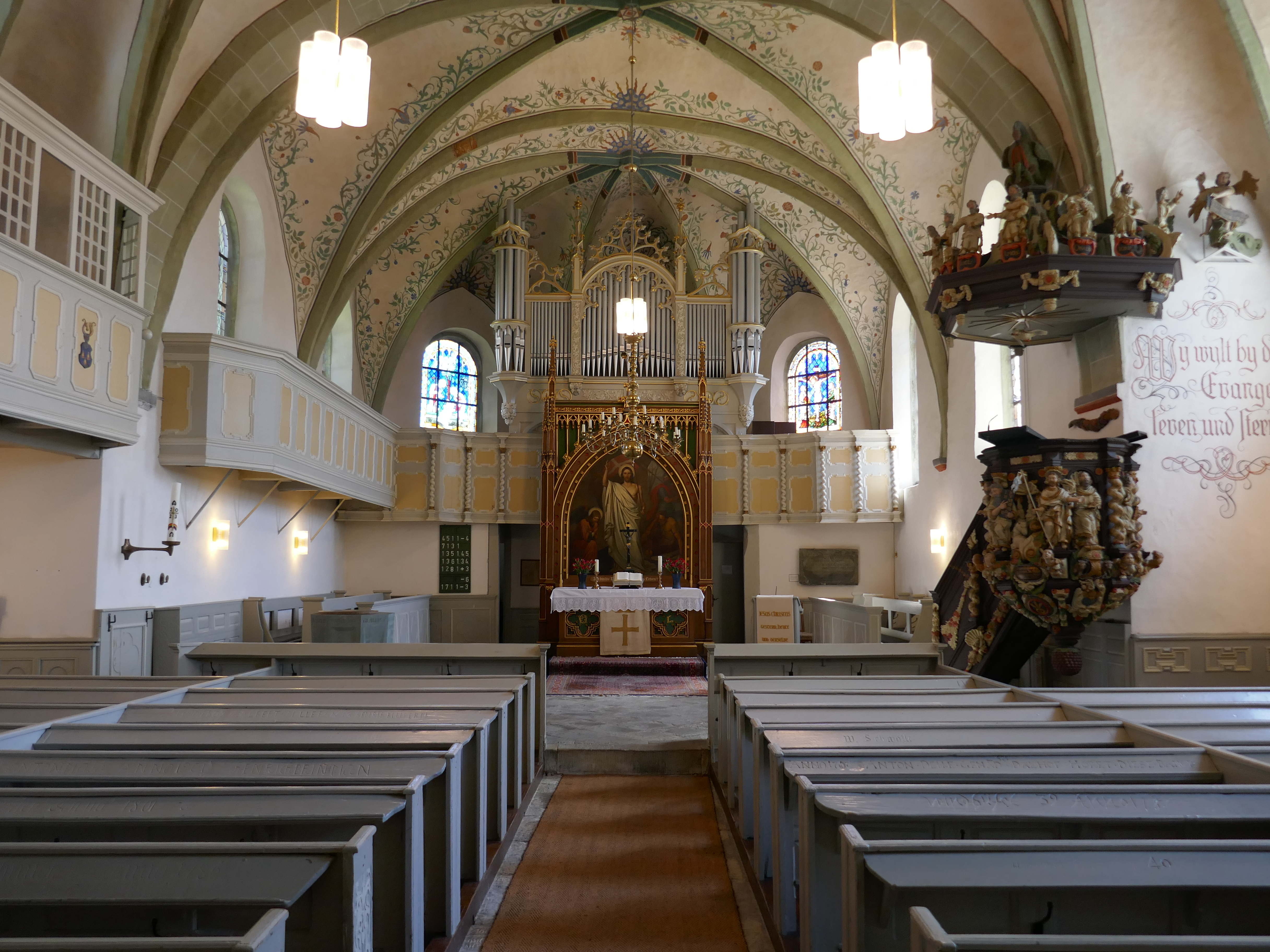
Innenansicht

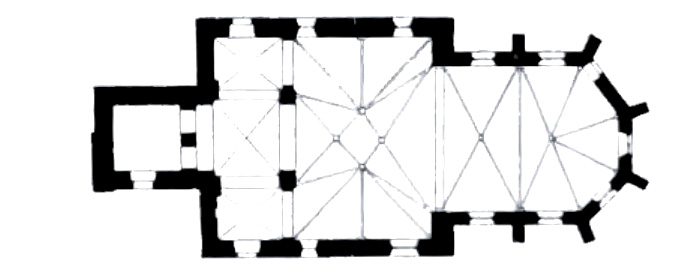
Grundriss um 1910

Die Evangelische Kirche Borgeln ist eine Einraum-Hallenkirche in Borgeln, einem Ortsteil von Welver. Der Grundbau und die Außenwände sind im romanischen Stil; der Innenraum wurde im 18. Jahrhundert im Stil des Barock umgestaltet.

## Geschichte
Der heutige Bau basiert auf einer romanischen Vorgängerkirche aus der Zeit zwischen 1150 und 1180 in Form einer dreischiffigen Kreuzbasilika, von der noch Teile erhalten sind. Von etwa 1700 bis 1712 wurde er im östlichen Teil in der Art einer Saalkirche im barocken Stil mit vergrößertem Chor umgebaut.

## Turm
Der Turm ist der älteste Teil der Kirche, er wurde um 1080 errichtet. Somit ist er wohl das älteste sakrale Bauwerk in der Soester Börde. Im Verhältnis zur jetzigen Kirche wirkt der Turm zu klein – ein Anzeichen dafür, dass er zu der Vorgängerkirche gehörte.
Das Geläut besteht aus fünf wohlklingenden Bronzeglocken, gestimmt auf die Tonfolge e′-fis′-a′-h′-cis″. Die Glocken fis′ und cis″ stammen von 1799, die drei anderen von 1963. Alle fünf Glocken wurden von der Glockengießerei Rincker in Leun bzw. Sinn gegossen.

## Ausstattung

### Barockkanzel

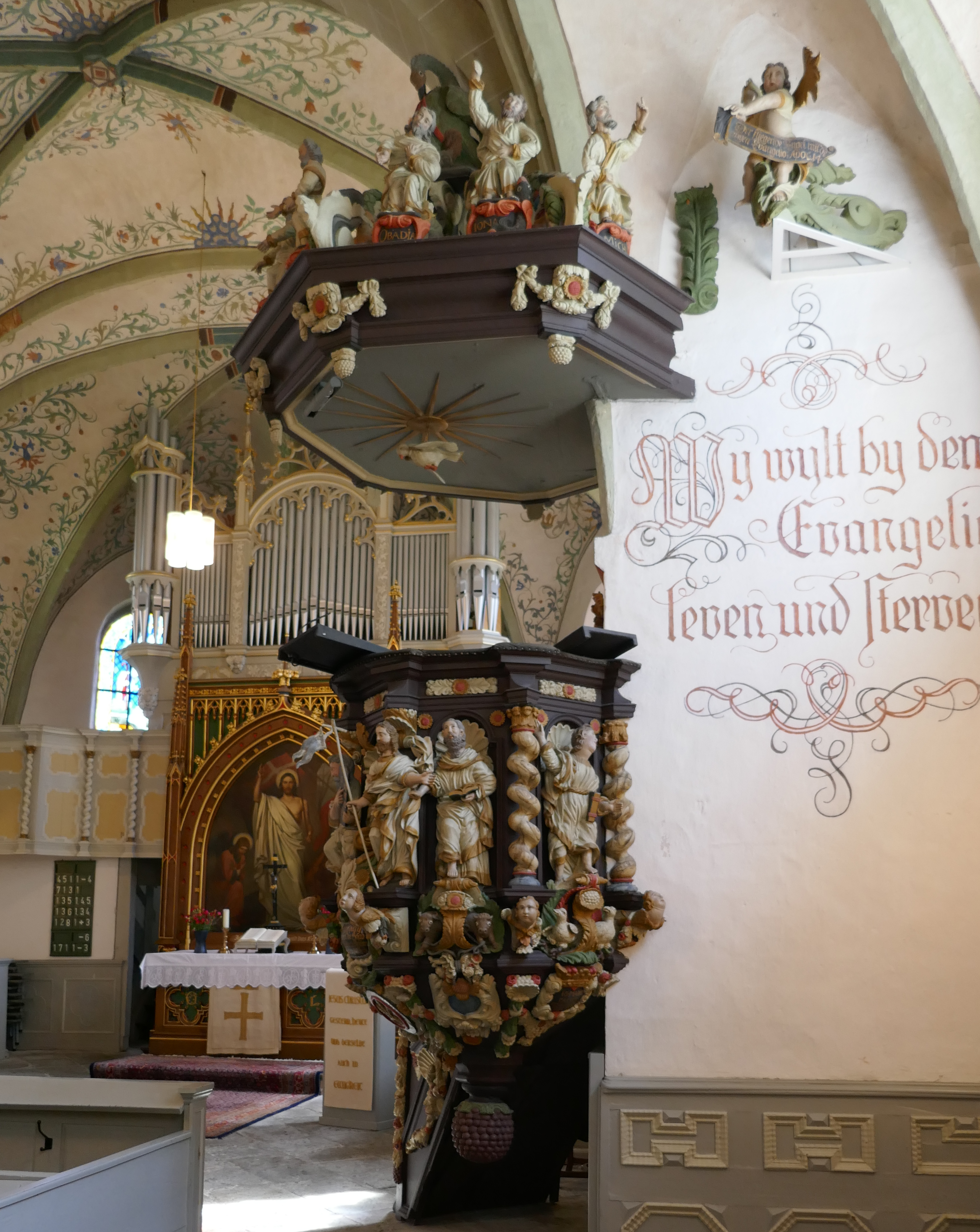
Barockkanzel

Die aus dem Jahr 1733 stammende Barockkanzel ist reich mit geschnitzten Figuren geschmückt. Die Inschrift auf einer kleinen Tafel lautet: Das Gesetz ist durch Moses gegeben, die Gnade und Wahrheit ist durch Jesus Christus worden (Joh. 1, 17). Thematisch angeordnet sind zu sehen: Moses mit der Gesetzestafel, der auferstandene Christus mit der Kreuzesfahne und das Lamm Gottes, das der Welt Sünden trägt. An den beiden Seiten sind die vier Evangelisten mit den Symbolen Löwe, Stier, Mensch und Adler angeordnet. Die Vorsprünge und freien Flächen sind mit Engelsköpfen ausgestattet und mit reichen Fruchtgehängen und Blumendarstellungen geschmückt. Auf dem Schalldeckel sind reihum die ersten zehn Propheten des alten Testamentes zu sehen. Oberhalb des Schalldeckels befindet sich ein Pelikan, der sich die Brust aufreißt. In den Jahren 1984 bis 1988 wurden die Figuren restauriert und wieder mit ihren alten Fassungen in schlichten Pastellfarben versehen.

### Altar
Der frühere Altar wurde 1852 bei einem Brand zerstört und 1862 durch einen neuen ersetzt.
In einem spitzbogigen Feld ist ein Gemälde von dem Düsseldorfer Maler Tüshus ausgestellt. Es stellt den auferstandenen Christus mit der Kreuzesfahne dar.
Der Architekt Prang aus Münster plante den neugotischen Altarumbau aus Eichenholz. Bei Restaurierungsarbeiten wurde der Umbau in Pastellfassung neu gearbeitet und reich mit Blattgold belegt. Am Altartisch wurden drei Ornamentfelder frei gelegt, die in kleeblattförmiger Umrahmung die drei Buchstaben G, H, L zeigen (Glaube, Hoffnung, Liebe).

### Orgel

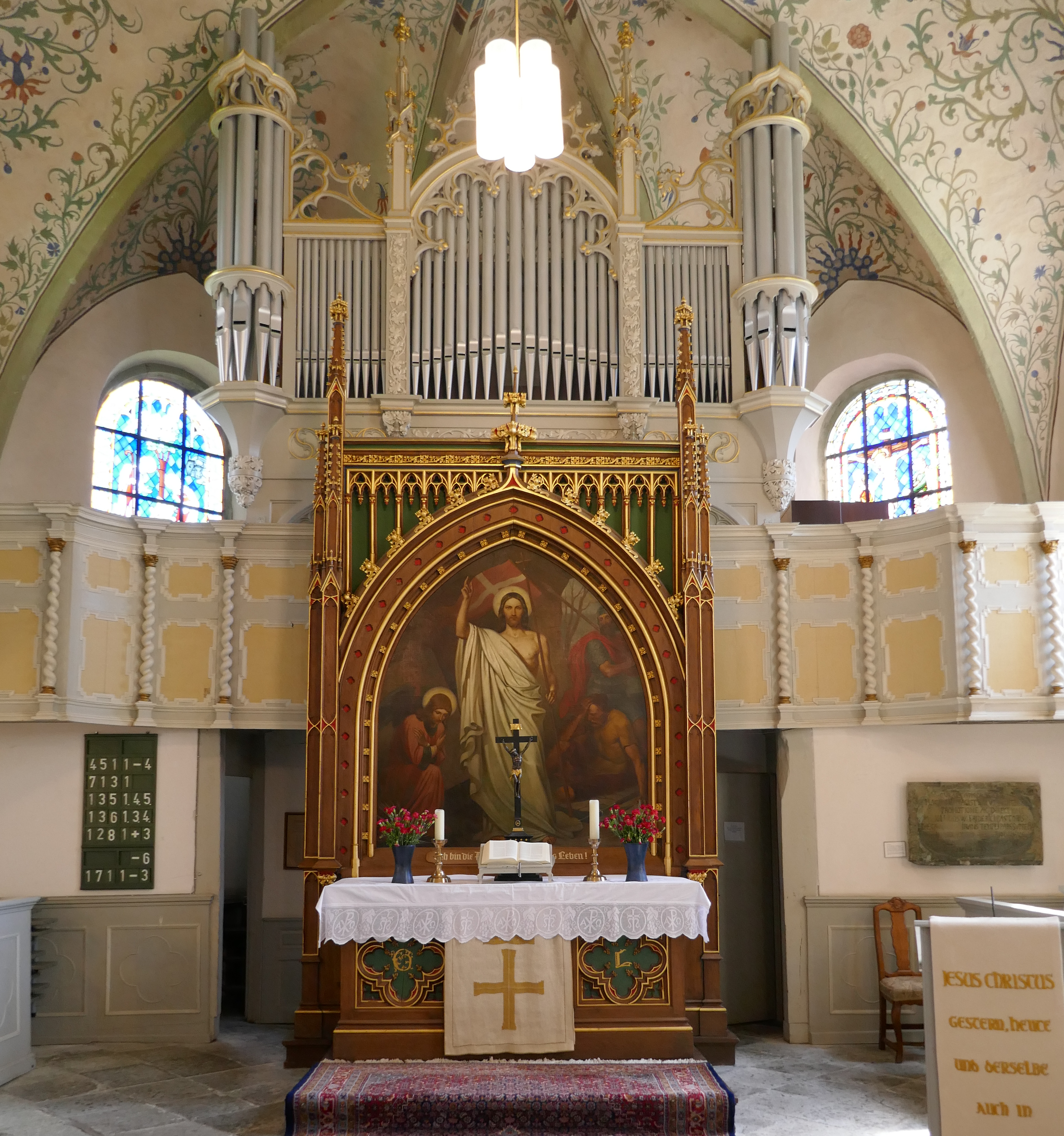
Altarorgel

Die Altarorgel, eine Taschenladenorgel mit elektrischer Traktur, 15 Registern, 2 Manualen, Pedal und ca. 1100 Pfeifen aus der Werkstatt der Lübecker Firma Kemper, ersetzte die wurmstichige Vorgängerorgel von 1853 von der Firma Schulze, Paulinzella. Bei den Erneuerungsarbeiten ging der alte Orgelprospekt verloren. Der Prospekt der neuen Orgel fügte sich nur schlecht in das Gesamtbild ein; es wurde ein gebrauchter Prospekt aus einer Kirche in Neuwied erworben und eingefügt.

### Taufstein
Der Taufstein im linken Chorraum wurde 1972 von Steinmetz Alfons Düchting aus Anröchter Dolomit gemeißelt. Drei unterschiedlich hohe Stufen stellen eine sich nach unten verjüngende Achtecksäule dar. Umlaufend ist der Spruch Wer da glaubet und getauft wird, der wird selig werden (Markus 16) eingearbeitet.
Bei der Taufzeremonie wird der Deckel an einen eigens dafür gefertigten Haken gehängt.

### Malerei im Kreuzgewölbe
Bei einer Neuausmalung des westlichen Mittelschiffes wurde 1933 im Kreuzgewölbe des westlichen Mittelschiffes eine Malerei aus spätromanischer Zeit um 1220 mit Lebensbäumen, Fabeltieren und ornamentalen Friese längs der Grate in einfacher Darstellung freigelegt. Man vermutet einen Einfluss byzantinischer Kunst. Die alten Malereien wurden zum Erhalt für nachfolgende Forschungen überstrichen und neu aufgemalt. Einige frei gebliebene Fenster dienen der Dokumentation.